# Horsham F.C.
Horsham FC là câu lạc bộ bóng đá có trụ sở tại Horsham, West Sussex, Anh. Đội bóng hiện thi đấu tại Isthmian League Premier Division.

## Danh hiệu
- West Sussex Senior League
  - Nhà vô địch các mùa giải (4): 1899–1900, 1900–01, 1901–02, 1925–26
- Sussex County League
  - Nhà vô địch các mùa giải (7): 1931–32, 1932–3, 1934–35, 1936–37, 1937–38, 1946–47
- Southern Combination Football League
  - Nhà vô địch mùa giải (1): 2015-16 (Premier Division)
- Metropolitan League
  - Nhà vô địch mùa giải(1): 1951–52
- Athenian League
  - Nhà vô địch các mùa giải (2): 1972–73 (Division One), 1969–70 (Division Two)
- Isthmian League
  - Nhà vô địch mùa giải (1): 1995–96 (Division Three)
  - Á quân các mùa giải (2): 2005–06 (Division One), 2018-19 (Division One South East)
  - Đội thắng trận Play-off mùa giải: 2018-19 (Division One South East)
- Sussex Senior Cup
  - Nhà vô địch các mùa giải (7): 1933–34, 1938–39, 1949–50, 1953–54, 1971–72, 1973–74, 1975–76
  - Á quân các mùa giải (8): 1947–48, 1954–55, 1960–61, 1966–67, 1967–68, 1968–69, 1978–79, 2005–06
- Isthmian League Cup
  - Nhà vô địch mùa giải: 2021-22
- Sussex Floodlight Cup
  - Nhà vô địch các mùa giải (2): 1977–78, 2001–02
- The Sussex Royal Ulster Rifles Charity Cup[1]
  - Nhà vô địch các mùa giải (13): 1899–1900, 1930–31, 1931–32, 1933–34 (đồng vô địch với Worthing), 1934–35, 1935–36, 1936–37, 1937–38 (shared with Southwick), 1945–46, 1948–49, 1950–51, 1951–52, 1956–57
  - Á quân các mùa giải (3): 1900–01, 1901–02, 1947–48
- Brighton Charity Cup
  - Nhà vô địch các mùa giải (6): 1967–68, 2002–03, 2003–04, 2006–07, 2007–08, 2011–12, 2012–13

## Thống kê
- Thành tích tốt nhất tại hạng đấu: Xếp thứ 8 Isthmian League Premier Division, mùa giải 2006–07
- Thành tích tốt nhất tại FA Cup: Vòng 2 mùa giải 2007–08
- Thành tích tốt nhất tại FA Trophy: Vòng 2 mùa giải 2002–03
- Thành tích tốt nhất tại FA Vase: Vòng 4 mùa giải 1986–87
- Kỷ lục khán giả đến sân: 
  - Sân Queen Street: 7,134 người trong trận đấu với Swindon Town 26 tháng 11 năm 1966
  - Sân Hop Oast: 1,972 người trước Woking (FA Cup) 16 tháng 10 năm 2021
- Phí chuyển nhượng kỷ lục nhận được: 10,000 bảng từ Tonbridge Angels cho cầu thủ Carl Rook (tháng 12 năm 2008)
- Phí chuyển nhượng kỷ lục đã trả: 2,500 bảng đến Lewes cho cầu thủ Lee Farrell (tháng 7 năm 2007)
- Cầu thủ ra sân nhiều nhất: Gary Charman 616 lần (1998-2022)
- Cầu thủ ghi bàn nhiều nhất trong một trận: Mick Streeter (9 bàn) trong trận đấu trước Portslade (Sussex Senior Cup) 17 tháng 11 năm 1962[2]
- Chiến thắng đậm nhất: 16-2 trước Southwick (Sussex County League) 03 tháng 11 năm 1945 [3]
- Thất bại đậm nhất: 0-12 trước Worthing (West Sussex County League) 13 tháng 02 năm 1909[4]